# Cyrille Thièry
Cyrille Thièry (Lausana, 27 de setembro de 1990) é um desportista suíço que competiu no ciclismo na modalidade de pista. Ganhou duas medalhas de prata no Campeonato Europeu de Ciclismo em Pista, nos anos 2011 e 2018.
Participou nos Jogos Olímpicos de Verão de 2016, ocupando o 7.º lugar na prova de perseguição por equipas.

## Medalheiro internacional
| Campeonato Europeu | Campeonato Europeu         | Campeonato Europeu | Campeonato Europeu      |
| Ano                | Lugar                      | Medalha            | Competição              |
| ------------------ | -------------------------- | ------------------ | ----------------------- |
| 2011               | Apeldoorn ( Países Baixos) | Medalha de prata   | Madison                 |
| 2018               | Glasgow ( Reino Unido)     | Medalha de prata   | Perseguição por equipas |

## Palmarés
- 2018
  - 1 etapa do Rás Tailteann[3]